# Мерчинг, Иоганн Август

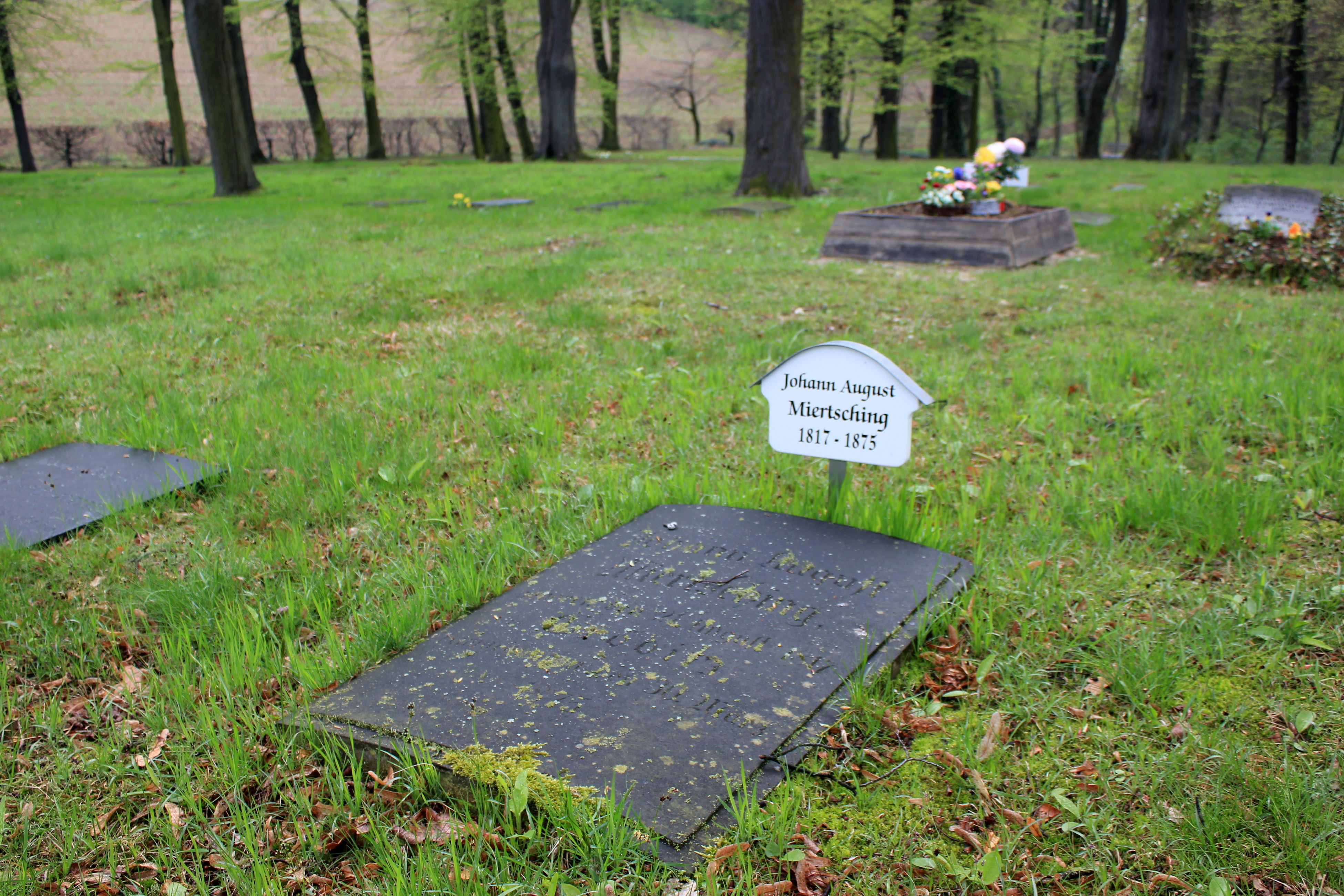
Могила Иоганна Мерчинга, деревня Малы-Вельков

Иоганн Август Мерчинг, серболужицкий вариант — Ян Август Мерчинк (в.-луж. Jan Awgust Měrćink; нем. Johann August Miertsching, 21 августа 1817 года, деревня Гродзищо, Лужица, Саксония — 30 марта 1875 года, деревня Малы-Вельков, Лужица, Саксония) — протестантский миссионер, серболужицкий путешественник и писатель.

## Биография
Родился в 1817 году в серболужицкой деревне Гродзищо в окрестностях Будишина. С 1832 года проживал в деревне Малы-Вельков, где работал сапожником. В этой же деревне присоединился в протестантской серболужицкой общине гернгутеров, центр которой находился в деревне Охранов. В 27-летнем возрасте отправился миссионером на север Лабрадора, где основал миссионерскую станцию Окак. Изучив язык инуктитут, проповедовал христианство среди местных эскимосов. В Окаке преподавал музыку, чтение и географию аборигенам.
В 1849 году возвратился на родину. В 1850 году устроился переводчиком в Британское Адмиралтейство для участия в экспедиции по поиску пропавшей экспедиции Франклина. Этой экспедицией руководил британский полярный исследователь Роберт Мак-Клур. Детали своего путешествия на паруснике HMS Investigator записывал в своём путевом дневнике, который впоследствии был издан на немецком языке. В 1853 году опубликовал часть своих впечатлений на верхнелужицком языке в серболужицкой периодической печати «Zernička» и «Tydźenska Nowina».
Через два года после возвращения из экспедиции отправился вместе с женой на миссионерскую деятельность в Южную Африку, где проповедовал на миссионерских станциях Elim и Genadendal последующие двенадцать лет. В Южной Африке у него родилось шесть детей, из которых выжило только двое. В 1869 году возвратился в Лужицу. Проживал в деревне Малы-Вельков, где скончался в 1875 году.
Похоронен на кладбище деревни Малы-Вельков (Kleinwelka).
Сочинение
- Reise-Tagebuch des Missionars Johann August Miertsching, welcher als Dolmetscher die Nordpol-Expedition zur Aufsuchung Sir John Franklins auf dem Schiffe Investigator begleitete. Gnadau, Verlag der Universitäts-Buchhandlung, Leipzig 1855 a 1856.

## Награды
- Полярная медаль